# Renata Dąbkowska
Renata Dąbkowska (Żebry-Laskowiec, 31 luglio 1972) è una cantante polacca.

## Biografia
Renata Dąbkowska ha iniziato la sua carriera nel 1991, quando, durante l'ultimo anno di liceo, si è unita al gruppo musicale Dystans, dove ha cantato con Natalia Kukulska. Nel 1997 è entrata a far parte dei Sixteen, con cui ha pubblicato l'album Lawa (disco di platino in Polonia con più di 100 000 copie vendute) e con cui ha rappresentato la Polonia all'Eurovision Song Contest 1998 con il brano To takie proste, classificandosi al 17º posto su 25 partecipanti. Dopo la scomparsa del chitarrista della band, Jarosław Pruszkowski, il 17 giugno 1998, ha lasciato i Sixteen per avviare la sua carriera da solista.
Nel 1998 ha cantato Naprawdę chcę, la versione in lingua polacca di Part of Your World, per la colonna sonora de La sirenetta. L'anno successivo ha vinto il premio del pubblico al festival di Opole cantando Czasami (zbiera się na burzę), traccia inclusa nel suo album di debutto Jedna na cały świat, uscito nello stesso anno.
Ha partecipato nuovamente al festival di Opole nel 2004, classificandosi 15ª con Na grosze. Il singolo ha anticipato l'uscita del secondo album della cantante, Bo taka jest. A partire dal 2010 è tornata a collaborare e a pubblicare musica con i Dystans.

## Discografia

### Album in studio
- 1999 – Jedna na cały świat
- 2004 – Bo taka jest

### Singoli
- 1998 – Naprawdę chcę (Part of Your World)
- 1999 – Jedna na cały świat
- 1999 – Już nie pozwolę ci
- 1999 – Piekło w małym niebie
- 1999 – Czasami (zbiera się na burzę)
- 2004 – Bo taka jest
- 2004 – Na grosze
- 2004 – Tatatara...
- 2005 – By stać się sobą